# Sport Club Kriens 2019-2020
Questa voce raccoglie le informazioni riguardanti il Sport Club Kriens nelle competizioni ufficiali della stagione 2019-2020.

## Stagione
Nella stagione 2019-2020 il Kriens, allenato da Bruno Berner, concluse il campionato di Challenge League al 5º posto. In Coppa Svizzera il Kriens fu eliminato al secondo turno dallo Stade Lausanne-Ouchy.

## Rosa
| N. |                     | Ruolo | Calciatore        |
| -- | ------------------- | ----- | ----------------- |
| 1  | Svizzera (bandiera) | P     | Pascal Brügger    |
| 2  | Svizzera (bandiera) | D     | Elia Alessandrini |
| 3  | Svizzera (bandiera) | D     | Daniel Fanger     |
| 4  | Svizzera (bandiera) | D     | Manuel Fäh        |
| 6  | Svizzera (bandiera) | C     | Anthony Bürgisser |
| 7  | Svizzera (bandiera) | C     | Marco Wiget       |
| 8  | Svizzera (bandiera) | D     | Liridon Berisha   |
| 9  | Kosovo (bandiera)   | A     | Rrezart Hoxha     |
| 10 | Svizzera (bandiera) | A     | Igor Tadić        |
| 11 | Svizzera (bandiera) | C     | Omer Dzonlagic    |
| 12 | Svizzera (bandiera) | D     | Nikola Mijatovic  |
| 13 | Albania (bandiera)  | C     | Burim Kukeli      |
| 14 | Croazia (bandiera)  | D     | Marijan Urtic     |

| N. |                       | Ruolo | Calciatore         |
| -- | --------------------- | ----- | ------------------ |
| 15 | Svizzera (bandiera)   | C     | Daniel Follonier   |
| 16 | Svizzera (bandiera)   | C     | Bahadir Yesilcayir |
| 17 | Portogallo (bandiera) | A     | Asumah Abubakar    |
| 19 | Svizzera (bandiera)   | C     | Dario Ulrich       |
| 21 | Svizzera (bandiera)   | A     | Nico Siegrist      |
| 22 | Svizzera (bandiera)   | P     | Fabio Zizzi        |
| 23 | Svizzera (bandiera)   | C     | Diogo Costa        |
| 25 | Svizzera (bandiera)   | D     | Robin Busset       |
| 27 | Svizzera (bandiera)   | C     | Pedro Teixeira     |
| 30 | Svizzera (bandiera)   | D     | Jan Elvedi         |
| 44 | Svizzera (bandiera)   | D     | Albin Sadrijaj     |
| 58 | Nigeria (bandiera)    | P     | Sebastian Osigwe   |

## Organigramma societario
Area tecnica
- Allenatore: Bruno Berner
- Allenatore in seconda: Roland Widmer
- Preparatore dei portieri:
- Preparatori atletici:

## Calciomercato

### Sessione estiva
| Acquisti | Acquisti           | Acquisti   | Acquisti |
| R.       | Nome               | da         | Modalità |
| -------- | ------------------ | ---------- | -------- |
| C        | Pedro Teixeira     | Young Boys |          |
| C        | Daniel Follonier   | Lucerna    |          |
| C        | Bahadir Yesilcayir | Bellinzona |          |
| P        | Fabio Zizzi        | Buochs     |          |
| A        | Rrezart Hoxha      | Wil        |          |
| A        | Asumah Abubakar    | MVV        |          |
| D        | Elia Alessandrini  | Chiasso    |          |
| C        | Burim Kukeli       | Sion       |          |
| A        | Igor Tadić         | Vaduz      |          |

| Cessioni | Cessioni        | Cessioni     | Cessioni |
| R.       | Nome            | a            | Modalità |
| -------- | --------------- | ------------ | -------- |
| D        | Olivier Kleiner | Zugo         |          |
| A        | Saleh Chihadeh  | Thun         |          |
| C        | Stefano Cirelli | Baden        |          |
| P        | Simon Enzler    | Lucerna      |          |
| D        | Fisnik Hasanaj  | YF Juventus  |          |
| C        | Marco Mangold   | Sursee       |          |
| C        | Marco Rüedi     | Cham         |          |
| C        | Admir Seferagic | YF Juventus  |          |
| C        | Edmond Selmani  | Langenthal   |          |
| A        | Nikola Sukacev  | Grasshoppers |          |

### Sessione invernale
| Acquisti | Acquisti     | Acquisti | Acquisti |
| R.       | Nome         | da       | Modalità |
| -------- | ------------ | -------- | -------- |
| D        | Robin Busset | Servette |          |

| Cessioni | Cessioni | Cessioni | Cessioni |
| R.       | Nome     | a        | Modalità |
| -------- | -------- | -------- | -------- |

## Risultati

### Challenge League

#### Prima fase, girone di andata
| Arbitro: | Wolfensberger |

|           |           |  |
| Hoxha 46’ | Marcatori |  |

| Arbitro: | Schärli |

|                                        |           |              |
| Mišić 65’, 90’ Neumayr 81’ Alounga 90’ | Marcatori | 88’ Abubakar |

| Arbitro: | Wolfensberger |

|                 |           |  |
| Ulrich 16’, 53’ | Marcatori |  |

| Arbitro: | Tschudi |

|                                        |           |  |
| Turkeš 9’ Monteiro 27’ Zeqiri 57’, 72’ | Marcatori |  |

| Arbitro: | von Mandach |

|                            |           |  |
| Stojilković 53’ Celant 90’ | Marcatori |  |

| Arbitro: | Jancevski |

|                                 |           |                         |
| Siegrist 17’, 29’ Dzonlagic 62’ | Marcatori | 74’ Buess 90’ Sliskovic |

| Arbitro: | Piccolo |

|             |           |                      |
| Abubakar 7’ | Marcatori | 63’ Subotić 69’ Njie |

| Arbitro: | Cibelli |

|  |           |                            |
|  | Marcatori | 38’ Abubakar 65’ Dzonlagic |

| Arbitro: | Gianforte |

|                 |           |              |
| Perrier 3’, 39’ | Marcatori | 9’ Follonier |

#### Prima fase, girone di ritorno
| Arbitro: | von Mandach |

|                         |           |                                              |
| Tadić 80’ Mijatovic 90’ | Marcatori | 65’ Zverotić 70’ (rig.) Neumayr 87’ Rrudhani |

| Arbitro: | Turkeš |

|  |           |              |
|  | Marcatori | 7’ Dzonlagic |

| Arbitro: | Piccolo |

|                           |           |                          |
| Siegrist 16’ Abubakar 64’ | Marcatori | 9’ Sessolo 81’ Belometti |

| Arbitro: | Cibelli |

|                       |           |  |
| Diani 38’ Salatic 49’ | Marcatori |  |

| Arbitro: | Wolfensberger |

|                                   |           |  |
| Elvedi 25’ Abubakar 30’ Tadić 45’ | Marcatori |  |

| Arbitro: | Turkeš |

|  |           |                            |
|  | Marcatori | 10’ Abubakar 84’ Follonier |

| Arbitro: | Schärli |

|               |           |                      |
| Dzonlagic 48’ | Marcatori | 22’ Turkeš 87’ Ndoye |

| Arbitro: | Gianforte |

|                           |           |            |
| Siegrist 24’ Abubakar 33’ | Marcatori | 75’ Fazliu |

| Arbitro: | Jancevski |

|              |           |                           |
| Schwizer 55’ | Marcatori | 3’ Abubakar 25’ Follonier |

#### Seconda fase, girone di andata
| Kriens 25 gennaio 2020, ore 17:30 CET 19ª giornata | Kriens  | 0 – 0 referto | Winterthur | Stadion Kleinfeld (1 185 spett.)\| Arbitro: \| Piccolo \| |
| Arbitro:                                           | Piccolo |               |            |                                                           |

| Arbitro: | Gianforte |

|                      |           |  |
| Loosli 13’ Koura 74’ | Marcatori |  |

| Arbitro: | Horisberger |

|                                  |           |  |
| Siegrist 4’ (rig.) Dzonlagic 45’ | Marcatori |  |

| Arbitro: | Staubli |

|  |           |                      |
|  | Marcatori | 73’ (aut.) Cvetković |

| Arbitro: | Cibelli |

|                                            |           |                                                     |
| Schneuwly 36’, 90’ Peralta 38’ Alounga 60’ | Marcatori | 23’ Sadrijaj 51’, 66’ (rig.) Siegrist 57’ Dzonlagic |

| Arbitro: | Wolfensberger |

|                                      |           |  |
| Tadić 15’ Dzonlagic 22’ Abubakar 81’ | Marcatori |  |

| Arbitro: | von Mandach |

|                                  |           |                         |
| Perrier 39’ (aut.) Follonier 55’ | Marcatori | 37’ Dalvand 87’ Tavares |

| Arbitro: | Kanagasingam |

|                                              |           |                          |
| Dorn 53’ Milinceanu 60’ Çiçek 69’ Schmid 78’ | Marcatori | 76’ Yesilcayir 89’ Hoxha |

| Arbitro: | Staubli |

|                                                  |           |             |
| Follonier 7’ Dzonlagic 8’ Hoxha 39’ Abubakar 45’ | Marcatori | 89’ Antunes |

#### Seconda fase, girone di ritorno
| Arbitro: | Turkeš |

|                                 |           |  |
| von Moos 48’ Berisha 79’ (aut.) | Marcatori |  |

| Arbitro: | Schärli |

|                                 |           |              |
| Abubakar 7’, 15’, 34’ Tadić 43’ | Marcatori | 28’ Zverotić |

| Arbitro: | Kanagasingam |

|                       |           |                                                  |
| Čyžas 47’ Bahloul 78’ | Marcatori | 14’ Abubakar 23’ Yesilcayir 63’ Busset 70’ Hoxha |

| Arbitro: | Piccolo |

|  |           |                           |
|  | Marcatori | 25’, 36’ Koura 64’ Turkeš |

| Sciaffusa 17 luglio 2020, ore 18:15 CEST 32ª giornata | Sciaffusa | 0 – 0 referto | Kriens | LIPO Park (396 spett.)\| Arbitro: \| Jancevski \| |
| Arbitro:                                              | Jancevski |               |        |                                                   |

| Arbitro: | von Mandach |

|                          |           |  |
| Hajrulahu 48’ Delley 84’ | Marcatori |  |

| Arbitro: | Wolfensberger |

|                                                |           |                                            |
| Abubakar 31’ Tadić 37’, 59’ (rig.) Berisha 74’ | Marcatori | 6’, 14’ Khalifa 16’ Fehr 73’ (rig.) Chagas |

| Arbitro: | von Mandach |

|                                                   |           |  |
| Callà 2’ Isik 27’ Yesilcayir 38’ (aut.) Alves 45’ | Marcatori |  |

| Arbitro: | Horisberger |

|                             |           |           |
| Simani 38’ (aut.) Tadić 70’ | Marcatori | 8’ Sutter |

### Coppa Svizzera
| Torricella-Taverne 17 agosto 2019, ore 18:00 CEST Primo turno                                  | Taverne   | 1 – 4 referto                                      | Kriens | Campo comunale Taverne (400 spett.) |
| \| \| \| \| \| Gygax 90’ \| Marcatori \| 5’ Yesilcayir 73’ Siegrist 74’ Dzonlagic 76’ Tadić \| |           |                                                    |        |                                     |
|                                                                                                |           |                                                    |        |                                     |
| Gygax 90’                                                                                      | Marcatori | 5’ Yesilcayir 73’ Siegrist 74’ Dzonlagic 76’ Tadić |        |                                     |

| Arbitro: | Schärli |

|                          |           |                                                |
| Siegrist 22’ Berisha 40’ | Marcatori | 43’ (rig.) Oussou 84’ Amdouni 86’, 90’ Eleouet |

## Statistiche

### Statistiche di squadra
| Competizione     | Punti | In casa | In casa | In casa | In casa | In casa | In casa | In trasferta | In trasferta | In trasferta | In trasferta | In trasferta | In trasferta | Totale | Totale | Totale | Totale | Totale | Totale | DR |
| Competizione     | Punti | G       | V       | N       | P       | Gf      | Gs      | G            | V            | N            | P            | Gf           | Gs           | G      | V      | N      | P      | Gf     | Gs     | DR |
| ---------------- | ----- | ------- | ------- | ------- | ------- | ------- | ------- | ------------ | ------------ | ------------ | ------------ | ------------ | ------------ | ------ | ------ | ------ | ------ | ------ | ------ | -- |
| Challenge League | 54    | 18      | 10      | 4       | 4       | 38      | 24      | 18           | 6            | 2            | 10           | 20           | 35           | 36     | 16     | 6      | 14     | 58     | 59     | -1 |
| Coppa Svizzera   | -     | 1       | 0       | 0       | 1       | 2       | 4       | 1            | 1            | 0            | 0            | 4            | 1            | 2      | 1      | 0      | 1      | 6      | 5      | +1 |
| Totale           | 54    | 19      | 10      | 4       | 5       | 40      | 28      | 19           | 7            | 2            | 10           | 24           | 36           | 38     | 17     | 6      | 15     | 64     | 64     | 0  |

### Andamento in campionato
| Giornata  | 1 | 2 | 3 | 4 | 5 | 6 | 7 | 8 | 9 | 10 | 11 | 12 | 13 | 14 | 15 | 16 | 17 | 18 | 19 | 20 | 21 | 22 | 23 | 24 | 25 | 26 | 27 | 28 | 29 | 30 | 31 | 32 | 33 | 34 | 35 | 36 |
| --------- | - | - | - | - | - | - | - | - | - | -- | -- | -- | -- | -- | -- | -- | -- | -- | -- | -- | -- | -- | -- | -- | -- | -- | -- | -- | -- | -- | -- | -- | -- | -- | -- | -- |
| Luogo     | C | T | C | T | T | C | C | T | T | C  | T  | C  | T  | C  | T  | C  | C  | T  | C  | T  | C  | T  | T  | C  | C  | T  | C  | T  | C  | T  | C  | T  | T  | C  | T  | C  |
| Risultato | V | P | V | P | P | V | P | V | P | P  | V  | N  | P  | V  | V  | P  | V  | V  | N  | P  | V  | V  | N  | V  | N  | P  | V  | P  | V  | V  | P  | N  | P  | N  | P  | V  |
| Posizione | 2 | 7 | 3 | 5 | 5 | 4 | 6 | 4 | 6 | 8  | 5  | 5  | 7  | 5  | 5  | 6  | 4  | 3  | 4  | 4  | 4  | 3  | 4  | 4  | 4  | 4  | 4  | 4  | 4  | 4  | 4  | 4  | 4  | 4  | 5  | 5  |

Legenda:

Luogo: C = Casa; T = Trasferta. Risultato: V = Vittoria; N = Pareggio; P = Sconfitta.

### Statistiche dei giocatori
| Giocatore       | Challenge League | Challenge League | Challenge League | Challenge League | Coppa Svizzera | Coppa Svizzera | Coppa Svizzera | Coppa Svizzera | Totale   | Totale | Totale      | Totale     |
| Giocatore       | Presenze         | Reti             | Ammonizioni      | Espulsioni       | Presenze       | Reti           | Ammonizioni    | Espulsioni     | Presenze | Reti   | Ammonizioni | Espulsioni |
| --------------- | ---------------- | ---------------- | ---------------- | ---------------- | -------------- | -------------- | -------------- | -------------- | -------- | ------ | ----------- | ---------- |
| A. Abubakar     | 36               | 15               | 1                | 0                | 2              | 0              | 0              | 0              | 38       | 15     | 1           | 0          |
| E. Alessandrini | 20               | 0                | 6                | 0                | 2              | 0              | 0              | 0              | 22       | 0      | 6           | 0          |
| L. Berisha      | 33               | 1                | 7                | 0                | 2              | 1              | 1              | 0              | 35       | 2      | 8           | 0          |
| P. Brügger      | 16               | 0                | 0                | 0                | 2              | 0              | 0              | 0              | 18       | 0      | 0           | 0          |
| R. Busset       | 11               | 1                | 2                | 0                | 0              | 0              | 0              | 0              | 11       | 1      | 2           | 0          |
| A. Bürgisser    | 26               | 0                | 3                | 0                | 1              | 0              | 0              | 0              | 27       | 0      | 3           | 0          |
| D. Costa        | 22               | 0                | 1                | 0                | 1              | 0              | 0              | 0              | 23       | 0      | 1           | 0          |
| I. Dieng        | 0                | 0                | 0                | 0                | 0              | 0              | 0              | 0              | 0        | 0      | 0           | 0          |
| O. Dzonlagic    | 24               | 8                | 2                | 0                | 2              | 1              | 0              | 0              | 26       | 9      | 2           | 0          |
| J. Elvedi       | 30               | 1                | 6                | 0                | 2              | 0              | 0              | 0              | 32       | 1      | 6           | 0          |
| D. Fanger       | 0                | 0                | 0                | 0                | 0              | 0              | 0              | 0              | 0        | 0      | 0           | 0          |
| D. Follonier    | 22               | 5                | 3                | 0                | 1              | 0              | 1              | 0              | 23       | 5      | 4           | 0          |
| M. Fäh          | 16               | 0                | 0                | 0                | 1              | 0              | 0              | 0              | 17       | 0      | 0           | 0          |
| R. Hoxha        | 19               | 4                | 0                | 0                | 1              | 0              | 0              | 0              | 20       | 4      | 0           | 0          |
| B. Kukeli       | 21               | 0                | 7                | 0                | 2              | 0              | 0              | 0              | 23       | 0      | 7           | 0          |
| N. Mijatovic    | 13               | 1                | 0                | 1                | 0              | 0              | 0              | 0              | 13       | 1      | 0           | 1          |
| L. Mulaj        | 0                | 0                | 0                | 0                | 0              | 0              | 0              | 0              | 0        | 0      | 0           | 0          |
| S. Osigwe       | 20               | 0                | 1                | 0                | 0              | 0              | 0              | 0              | 20       | 0      | 1           | 0          |
| A. Rustemoski   | 0                | 0                | 0                | 0                | 0              | 0              | 0              | 0              | 0        | 0      | 0           | 0          |
| A. Sadrijaj     | 26               | 1                | 9                | 0                | 2              | 0              | 0              | 0              | 28       | 1      | 9           | 0          |
| N. Siegrist     | 20               | 7                | 1                | 0                | 2              | 2              | 0              | 0              | 22       | 9      | 1           | 0          |
| B. Souare       | 0                | 0                | 0                | 0                | 0              | 0              | 0              | 0              | 0        | 0      | 0           | 0          |
| I. Tadić        | 31               | 7                | 1                | 1                | 1              | 1              | 0              | 0              | 32       | 8      | 1           | 1          |
| P. Teixeira     | 20               | 0                | 3                | 0                | 1              | 0              | 0              | 0              | 21       | 0      | 3           | 0          |
| D. Ulrich       | 33               | 2                | 4                | 0                | 2              | 0              | 2              | 0              | 35       | 2      | 6           | 0          |
| M. Urtic        | 17               | 0                | 1                | 0                | 0              | 0              | 0              | 0              | 17       | 0      | 1           | 0          |
| M. Wiget        | 23               | 0                | 1                | 0                | 0              | 0              | 0              | 0              | 23       | 0      | 1           | 0          |
| B. Yesilcayir   | 29               | 2                | 4                | 0                | 1              | 1              | 0              | 0              | 30       | 3      | 4           | 0          |
| R. Zbinden      | 0                | 0                | 0                | 0                | 0              | 0              | 0              | 0              | 0        | 0      | 0           | 0          |
| F. Zizzi        | 1                | 0                | 0                | 0                | 0              | 0              | 0              | 0              | 1        | 0      | 0           | 0          |